# Джагацадзор
Джагацадзор (арм. Ջաղացաձոր) — село в Армении в марзе Гегаркуник, район Варденис.

## География
Село расположено в 178 км к востоку от Еревана, в 83 км к юго-востоку от областного центра — города Гавара, в 10 км к юго-востоку от Вардениса, в 12 км от юго-восточного берега озера Севан, в 3,5 км от Шатджрека и 9 км к югу от Сотка.

## История
В составе Российской империи село Сариягуб поначалу входило в состав Гёгчайского округа Эриванской провинции Армянской области. В начале XX века жители селения в ходе армяно-татарской резни были вынуждены его покинуть. Однако в 20-е годы XX века, после урегулирования конфликта, советская власть снова заселяет эти места азербайджанцами. Сариягуб являлся пограничным селением с Кельбаджарским районом Азербайджанской ССР.

## Население
По данным «Сборника сведений о Кавказе» за 1880 год в селе Сари-Якуб Новобаязетского уезда по сведениям 1873 года было 32 двора и проживало 294 азербайджанца (указаны как «татары»), которые были шиитами.
По данным Кавказского календаря на 1912 год, в селе Сариягуб Новобаязетского уезда проживало 604 человека, в основном азербайджанцев, указанных как «татары».
До 1988 года, то есть до начала конфликта в Карабахе, основными жителями селения были азербайджанцы, затем в национальном составе села стали преобладать армяне. За последние 28 лет численность населения значительно сократилась. Среди жителей преобладают в основном люди пенсионного возраста.
Численность населения — 1792  человек на 1 декабря 1988, 182 человек на 1 января 2010 года. 100 человек на 1 января 2012 года.

## Экономика
В советское время в селе было развито сельское хозяйство, в основном животноводство и выращивание табака. В XXI веке экономическая деятельность населения ограничивается ведением натурального хозяйства.

## Достопримечательности
Селение с трех сторон окружено высокими и вечнозелёными горами, но на вершинах этих гор круглогодично лежит снег.

## Известные уроженцы
- Мискин Абдал (1430 — 1535) — азербайджанский народный поэт-ашуг, суфийский философ-мыслитель, государственный деятель. Основатель ашугской школы.